# Progressione del record mondiale della mezza maratona maschile

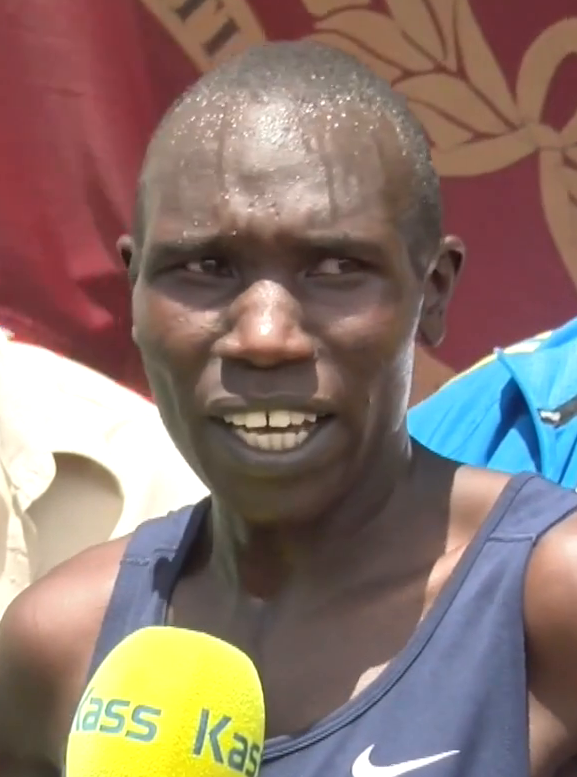
Geoffrey Kamworor, detentore del record mondiale della specialità fino al 2020

La voce seguente illustra la progressione del record mondiale della mezza maratona maschile di atletica leggera.
Come in tutte le specialità su strada i record mondiali sono stati riconosciuti dalla federazione internazionale di atletica leggera a partire dal 1º gennaio 2004. Ad oggi, la World Athletics ha ratificato ufficialmente 8 record mondiali di specialità.

## Progressione
| Tempo                            | Atleta             | Nazione     | Luogo                           | Data              | Note  |
| -------------------------------- | ------------------ | ----------- | ------------------------------- | ----------------- | ----- |
| Non ratificata                   |                    |             |                                 |                   |       |
| 1h05'44"                         | Ron Hill           | Regno Unito | Freckleton, Regno Unito         | 19 giugno 1965    |       |
| 1h05'42"                         | Pete Ravald        | Regno Unito | Freckleton, Regno Unito         | 18 giugno 1966    |       |
| 1h04'45"                         | Ron Hill           | Regno Unito | Freckleton, Regno Unito         | 21 giugno 1969    |       |
| 1h03'53"                         | Derek Graham       | Regno Unito | Belfast, Regno Unito            | 2 maggio 1970     |       |
| 1h03'46"                         | Rafael Pérez       | Costa Rica  | Coamo, Porto Rico               | 8 febbraio 1976   |       |
| 1h03'46"                         | José Reveyn        | Belgio      | L'Aia, Paesi Bassi              | 27 marzo 1976     |       |
| 1h02'57"                         | Miruts Yifter      | Etiopia     | Coamo, Porto Rico               | 6 febbraio 1977   |       |
| 1h02'47"                         | Tony Simmons       | Regno Unito | Welwyn Garden City, Regno Unito | 24 giugno 1978    |       |
| 1h02'36"                         | Nick Rose          | Regno Unito | Dayton, Stati Uniti             | 14 ottobre 1979   |       |
| 1h02'32"                         | Kirk Pfeffer       | Stati Uniti | Las Vegas, Stati Uniti          | 7 dicembre 1979   |       |
| 1h02'16"                         | Stan Mavis         | Stati Uniti | New Orleans, Stati Uniti        | 27 gennaio 1980   |       |
| 1h01'47"                         | Herb Lindsay       | Stati Uniti | Manchester, Stati Uniti         | 20 settembre 1981 |       |
| 1h01'36"                         | Michael Musyoki    | Kenya       | Filadelfia, Stati Uniti         | 19 settembre 1982 |       |
| 1h01'32"                         | Paul Cummings      | Stati Uniti | Dayton, Stati Uniti             | 25 settembre 1983 |       |
| 1h01'14"                         | Steve Jones        | Regno Unito | Birmingham, Regno Unito         | 11 agosto 1985    |       |
| 1h00'55"                         | Mark Curp          | Stati Uniti | Filadelfia, Stati Uniti         | 15 settembre 1985 |       |
| 59'47"                           | Moses Tanui        | Kenya       | Milano, Italia                  | 3 aprile 1993     |       |
| Ratificata dalla World Athletics |                    |             |                                 |                   |       |
| 59'17"                           | Paul Tergat        | Kenya       | Milano, Italia                  | 4 aprile 1998     |       |
| 59'16"                           | Samuel Wanjiru     | Kenya       | Rotterdam, Paesi Bassi          | 11 settembre 2005 |       |
| 58'55"                           | Haile Gebrselassie | Etiopia     | Tempe, Stati Uniti              | 15 gennaio 2006   |       |
| 58'33"                           | Samuel Wanjiru     | Kenya       | L'Aia, Paesi Bassi              | 17 marzo 2007     |       |
| 58'23"                           | Zersenay Tadese    | Eritrea     | Lisbona, Portogallo             | 21 marzo 2010     |       |
| 58'18"                           | Abraham Kiptum     | Kenya       | Valencia, Spagna                | 28 ottobre 2018   | [ 3 ] |
| 58'01"                           | Geoffrey Kamworor  | Kenya       | Copenaghen, Danimarca           | 15 settembre 2019 |       |
| 57'32"                           | Kibiwott Kandie    | Kenya       | Valencia, Spagna                | 6 dicembre 2020   |       |
| 57'31"                           | Jacob Kiplimo      | Uganda      | Lisbona, Portogallo             | 21 novembre 2021  |       |
| 57'30"                           | Yomif Kejelcha     | Etiopia     | Valencia, Spagna                | 27 ottobre 2024   |       |
| 56'42"                           | Jacob Kiplimo      | Uganda      | Barcellona, Spagna              | 16 febbraio 2025  |       |